# Elezioni parlamentari in Turchia del 1961
Le elezioni parlamentari in Turchia del 1961 si tennero il 15 ottobre per il rinnovo della Grande Assemblea Nazionale Turca.

## Risultati
| Liste                                               | Voti       | %     | Seggi |
| --------------------------------------------------- | ---------- | ----- | ----- |
| Partito Popolare Repubblicano (CHP)                 | 3 724 752  | 36,73 | 173   |
| Partito della Giustizia (AP)                        | 3 527 435  | 34,78 | 158   |
| Partito Nazionale Repubblicano dei Contadini (CKMP) | 1 415 390  | 13,96 | 54    |
| Partito Nuova Turchia (YTP)                         | 1 391 934  | 13,73 | 65    |
| Indipendenti                                        | 81 732     | 0,81  | –     |
| Totale                                              | 10 141 243 | 100   | 450   |